# Blickfang
Der Blickfang, Hingucker respektive Eyecatcher, ist in der Werbung und allen visuellen Medien ein Grafik- oder Text-Element, das die Aufmerksamkeit des Betrachters auf eine bestimmte (Werbe-)Botschaft lenken soll. Als Blickfang werden Bilder oder Piktogramme, aber auch markante Slogans in auffälliger Typografie eingesetzt, die eine Orientierungsreaktion hin zur Erregung der Aufmerksamkeit erzielen wollen.
Der Blickfang ist allgemein gebräuchlich im Waren- und Leistungsangebot moderner Unternehmen, da die Wirksamkeit belegt ist und sich eine Marke mit dem richtigen Blickfang nachhaltig in das Bewusstsein der Anwender einschleichen kann.

## Formen
In verschiedener Weise wird die Aufmerksamkeit des Lesers erregt:
- unmittelbar durch augenfällige Motive wie ein ungewöhnliches Foto, eine auffällig-große Schlagzeile oder die Darstellung sexueller Attribute (Sex sells)
- Die Sehgewohnheiten des Lesers werden durchkreuzt:
  - ein Störer in Form eines auffälligen Stempels über dem Motiv in einer Anzeige, z. B. „Aktion nur bis 31. Dezember“
  - ein Einklinker (ein in die Vorlage einmontiertes Element), beispielsweise ein gelber Klebezettel mit handschriftlicher Notiz
  - mehrere auffallende Farben: z. B. Rot auf schwarzem Hintergrund
- Irritation: Häufig löst das Bewusstsein einen Konflikt in der Kognition des Betrachters aus, wenn beispielsweise ein Winterreifen von einer Bikini-Schönheit vor verschneiter Kulisse präsentiert wird; genau dieser Konflikt verstärkt die Wirkung des Blickfangs, weil sich der Betrachter unwillkürlich mit der Darstellung auseinandersetzt.
- Kombination mit Markenzeichen: Im Gegensatz zum Blickfang steht das Markenzeichen oder Symbol, welches dem Konsumenten die Identifikation im Warenangebot erleichtern soll. Im Allgemeinen kann ein solches Symbol besonders leicht mit einem entsprechenden Blickfang in das visuelle Gedächtnis des Kunden geprägt werden.